# Klimov TV3-117
TV3-117 là loại động cơ máy bay tuốc bin trục 12 giai đoạn được phát triển cho các loại trực thăng vận tải hạng trung cho cả hai Cục thiết kế Mil và Kamov. Động cơ được phát triển năm 1974 và sau đó được trang bị cho 95% các mẫuu trực thăng do Mil và Kamov thiết kế như Mi-8, Mi-14, Mi-28, Mi-35, Ka-27/28/29/31/32, Ka-50 và Ka-52. Nó cũng có mẫu tuốc bin cánh quạt dành cho An-140.
Có hơn 25000 động cơ đã được chế tạo và sử dụng tại 60 nước trên thế giới từ khi nó được đưa vào chế tạo hàng loạt. Trong hơn 25 năm và 16 triệu giờ hoạt động, động cơ đã chứng tỏ được độ tin cậy cao của mình.

## Biến thể
- TV3-117M: Mẫu dành cho lực lượng hải quân, trang bị trên các chiếc Mi-14 dùng cho các nhiệm vụ ngoài khơi, bắt đầu chế tạo hàng loạt vào năm 1974.
- TV3-117MT: Dùng cho các chiếc Mi-8MT/Mi-17 cùng các biến thể của chúng, bắt đầu chế tạo hàng loạt vào năm 1977.
- TV3-117KM: Mẫu trang bị cho các chiếc Ka-27.
- TV3-117V: Mẫu có thể hoạt động ở độ cao lớn trang bị cho các chiếc Mi-24.
- TV3-117VK: Mẫu có thể hoạt động ở độ cao lớn trang bị cho các chiếc Ka-27, Ka-29 and Ka-32, sản xuất hàng loạt từ năm 1985. Mẫu dùng để xuất khẩu của mẫu này là TV3-117VKR cho Ka-28.
- TV3-117VM: Mẫu có thể hoạt động ở độ cao lớn trang bị cho Mi-8MT/Mi-17. Nó có thể tự động chuyển sang chế độ khẩn cấp, bắt đầu sản xuất hàng loạt từ năm 1986.
- TV3-117VMA: Mẫu có thể hoạt động ở độ cao lớn trang bị cho Ka-50. Hiện tại cũng được gắn trên Ka-27, Ka-29, Ka-31, Mi-24, Mi-28A/N và Ka-32, sản xuất hàng loạt từ năm 1986. Mẫu xuất khẩu có tên TV3-117VMAR.
- TV3-117VM series 02: Là mẫu TV3-117VM dùng cho dân sự trên các chiếc Mi-8MT/Mi-17, sản xuất hàng loạt từ năm 1993.
- TV3-117VMA series 02: Là mẫu TV3-117VMA dùng cho dân sự trên các chiếc Ka-32, sản xuất hàng loạt từ năm 1993.
- TV3-117VMA-CBM1: Mẫu tuốc bin cánh quạt cho An-140.
- TV3-117(A): Mẫu dùng cho các mẫu máy bay không người lái Tu-143.

## liên kết ngoài
Tư liệu liên quan tới Klimov TV3-117 tại Wikimedia Commons
- http://en.klimov.ru/production/helicopter/TV3-117/ Lưu trữ ngày 29 tháng 1 năm 2012 tại Wayback Machine
- http://www.aviamarket.org/reviews/engines/434-tv3-117tv7-117-turboshaft-engine-family.html
- http://www.deagel.com/Helicopter-Turboshaft-Engines/TV3-117_a000908001.aspx